# ロング・ハロー
ロング・ハロー（The Long Hello）は、イギリスのインスト・グループ。また、そのアルバム・シリーズを指す。グループはピーター・ハミル以外のヴァン・ダー・グラフ・ジェネレーター（以下、VDGG）のメンバーにより形成され、アルバム毎にリーダー/メンバー構成/音楽性が異なる。

## 来歴
- 1973年

VDGG解散中にガイ・エヴァンスを中心に結成。
デヴィッド・ジャクソン、ヒュー・バントン、エヴァンス、ニック・ポッター、チェッド・カーティス、ピエロ・メッシーナでファースト・アルバム『The Long Hello』録音。
これ以降メンバーのソロ・プロジェクトをロング・ハロー名義で録音していく。
- 1980年

ポッター、エヴァンスを中心にセカンド・アルバム『The Long Hello Volume Two』録音。
ジャケットには「ロング・ハローの2枚目のアルバム」を意味する「永礼再版」の漢字が入っている。
- 1979年 - 1981年

ジャクソンのソロ・プロジェクトとして、サード・アルバム『The Long Hello Volume Three』録音。
- 1981年 - 1982年

エヴァンスのソロ・プロジェクトとして、4枚目のアルバム『The Long Hello Volume Four』録音。
- 1984年 - 1985年

ファースト・アルバム時の未完成マテリアルを最後まで仕上げる目的で、ジャクソン/バントン/エヴァンス名義で『Gentlemen Prefer Blues』録音。

## メンバーと担当楽器

### 第1期 1973年
- デヴィッド・ジャクソン (David Jackson) - サックス、フルート、ピアノ
- ヒュー・バントン (Hugh Banton) - キーボード、ドラム (on "Brain Seizure")、ベース (on "The O Flat Session")
- ガイ・エヴァンス (Guy Evans) - ドラム
- ニック・ポッター (Nic Potter) - ベース
- チェッド・カーティス (Ced Curtis) - ギター、ベース (on "Fairhazel Gardens")
- ピエロ・メッシーナ (Piero Messina) - アコースティックギター、ピアノ

ファースト・アルバム『The Long Hello』録音。

### 第2期 1980年
- ニック・ポッター (Nic Potter) - ベース、キーボード、ギター
- ガイ・エヴァンス (Guy Evans) - ドラム、パーカッション、竹笛、シンセサイザー

+
- デヴィッド・ジャクソン (David Jackson) - サックス、フルート
- ジャイルズ・ペリング (Giles Perring) - ハンド・ドラム

セカンド・アルバム『The Long Hello Volume Two』録音。

### 第3期 1979年 - 1981年
- デヴィッド・ジャクソン (David Jackson) - サックス、フルート、エレクトリック・ピアノ、シンセサイザー、リズムマシン、ボイス

+
- ガイ・エヴァンス (Guy Evans) - ドラム
- ニック・グラハム (Nic Graham) - ベース、12弦ギター、パーカッション、リズムマシン
- ヤコブ・ジャクソン (Jacob Jackson) - ボイス
- ピーター・ハミル (Peter Hammill) - オルガン・ソロ、キーボード
- デイヴ・アンダーソン (Dave Anderson) - ベース
- ブライアン・エヴァンス (Brian Evans) - ボーカル
- クリス・バーネット (Chris Barnet) - ギター
- ジョン・クラーク (John Clarke) - エレクトリック・ドラム
- ジャッコ・ジャクジク (Jakko M. Jakszyk) - ボーカル、ギター、ベース、シンセサイザー

サード・アルバム『The Long Hello Volume Three』録音。
収録曲「The Honing Of Homer」は、第7期VDGGのライブで1度だけ演奏されたのみでスタジオ録音されなかった曲である。

### 第4期 1981年 - 1982年
- ガイ・エヴァンス (Guy Evans) - ドラム、パーカッション

+
- デヴィッド・ジャクソン (David Jackson) - サックス、フルート
- ジャイルズ・ペリング (Giles Perring) - ギター、ピアノ
- クリス・ケリッジ (Chris Kerridge) - ギター
- デイヴ・ソウヤー (Dave Sawyer) - ドラム、パーカッション
- ダン・クローネンバーグ (Dane Kranenburg) - ベース
- ハリー・ウィリアムソン (Harry Williamson) - ベース、スライサー
- ポール・シュベルト (Paul Schubert) - ベース

アルバム『The Long Hello Volume Four』録音。

### ジャクソン/バントン/エヴァンス (Jackson/Banton/Evans) 1984年 - 1985年
- デヴィッド・ジャクソン (David Jackson) - サックス、フルート、キーボード
- ヒュー・バントン (Hugh Banton) - キーボード、ドラム・プログラミング
- ガイ・エヴァンス (Guy Evans) - ドラムマシン、パーカッション、バリフォーン、トランペット

アルバム『Gentlemen Prefer Blues』録音。
このプロジェクトの基本的な録音の目的は、ファースト・アルバム『The Long Hello』時の未完成マテリアルを最後まで仕上げるというものであり、これは実質『The Long Hello Volume Five』と言える。
「The Epilogue」は1977年にバントン (ピアノ)、イアン・ゴム (ギター)、エリック・ケアンズ (ドラム)と録音していた物を、1985年にジャクソン、バントン、エヴァンスでオーバーダビングしたが、残りは全て3人の新録音である。

## ディスコグラフィ

### スタジオ・アルバム
- The Long Hello (1974年 第1期)
- The Long Hello Volume Two (1981年 第2期)

※Nic Potter & Guy Evans名義。1993年の復刻CDには、ポッター、エヴァンス、ジャクソン、スチュアート・ゴードン (ヴァイオリン)、ヒュー・ロイド・ラントン (ギター)による1991年のライブ音源「Flowing River / Jam」「Elsham Road」「A Whiter Shade of Blue」を追加収録している。
- The Long Hello Volume Three (1982年 第3期) ※David Jackson名義
- The Long Hello Volume Four (1983年 第4期)

※Guy Evans With Life Of Riley & David Jackson名義。1993年の復刻CDには、アウトテイク「The Rock Of Riley」、1992年に行われたエコーシティの仲間他 (エヴァンス、カレン・ボスウォール (サックス)、ロブ・ミルズ (サックス)、ガス・ガーサイド (ベース))とのライブ音源「The Caretaker's Wife」、ファースト・アルバム時のアウトテイク (エヴァンス、ジャクソン、バントン、ピエロ・メッシーナによる)「Looking At You」を収録している。

### その他
- Jackson/Banton/Evans : Gentlemen Prefer Blues (1986年)